# Survivor Series (2000)
Survivor Series 2000 a fost cea de-a paisprezecea ediție a pay-per-view-ului anual Survivor Series organizat de World Wrestling Federation. A avut loc pe data de 19 noiembrie 2000 în arena Ice Palace din Tampa, Florida.
Evenimentul principal a fost un meci fără decalificare între Stone Cold Steve Austin și Triple H. Meciul a rezultat într-un no contest atunci când acțiunea s-a vărsat în spatele scenei.

## Rezultate
- Sunday Night HEAT match: Val Venis l-a învins pe Jeff Hardy (8:00)
- Steve Blackman, Crash Holly și Molly Holly i-au învins pe T & A (Test y Albert) & Trish Stratus într-un Six-person mixed tag team match. (5:00)
  - Molly a numărat-o pe Stratus după un Sunset Flip de pe a treia coardă.
- 'The Radicalz (Chris Benoit, Dean Malenko, Eddie Guerrero și Perry Saturn) i-au învins pe Billy Gunn, Chyna, K-Kwik și Road Dogg într-un 4-on-4 Survivor Series elimination match (12:43)
  - Benoit l-a eliminat pe Gunn cu un Suplex, supraviețuind alături de Saturn.
- Kane l-a învins pe Chris Jericho (12:32)
  - Kane l-a numărat pe Jericho după un Chokeslam.
- William Regal l-a învins pe Hardcore Holly prin descalificare, păstrându-și titlul WWF European Championship (5:43)
  - Holly a fost descalificat după ce l-a lovit pe Regal cu titlul.
- The Rock l-a învins pe Rikishi (11:19)
  - Rock l-a numărat pe Rikishi după un "People's Elbow".
- Ivory a învins-o pe Lita păstrândui titlul WWF Women s (4:53)
  - Ivory a numărat-o pe Lita blocând un "Moonsault" cu titlul.
- Kurt Angle l-a învins pe The Undertaker păstrându-și titlul WWF Championship (16:12)
  - Angle l-a numărat pe Taker cu un "Roll-Up".
  - În timpul meciului, fratele lui Kurt, Eric Angle (care era ascuns sub ring) a intervenit în meci schimbându-se cu Kurt și primind un "Last Ride". Arbitrul Earl Habner, a numărat până la 2 când a observat trișarea. Kurt atunci a profitat de neatenție și la numărat pe Taker cu un "Roll-Up".
- The Dudley Boyz (Bubba Ray Dydley & D-Von Dudley) și The Hardy Boyz (Jeff Hardy & Matt Hardy) i-au învins pe Edge și Christian și Right to Censor (Bull Buchanan & The Goodfather) într-un 4-on-4 Survivor Series elimination match (10:05)
  - Jeff l-a eliminat pe Goodfather, câștigând lupta.
- Stone Cold Steve Austin împotriva lui Triple H a încheiat în "no contest" într-un No Disqualification match (25:10)
  - Meciul s-a încheiat după ce Triple H a intrat într-o mașină iar Austin a intrat cu o macara ridicând mașina cu HHH înauntru și aruncând-o de la mare înălțime.